# Tramp Art

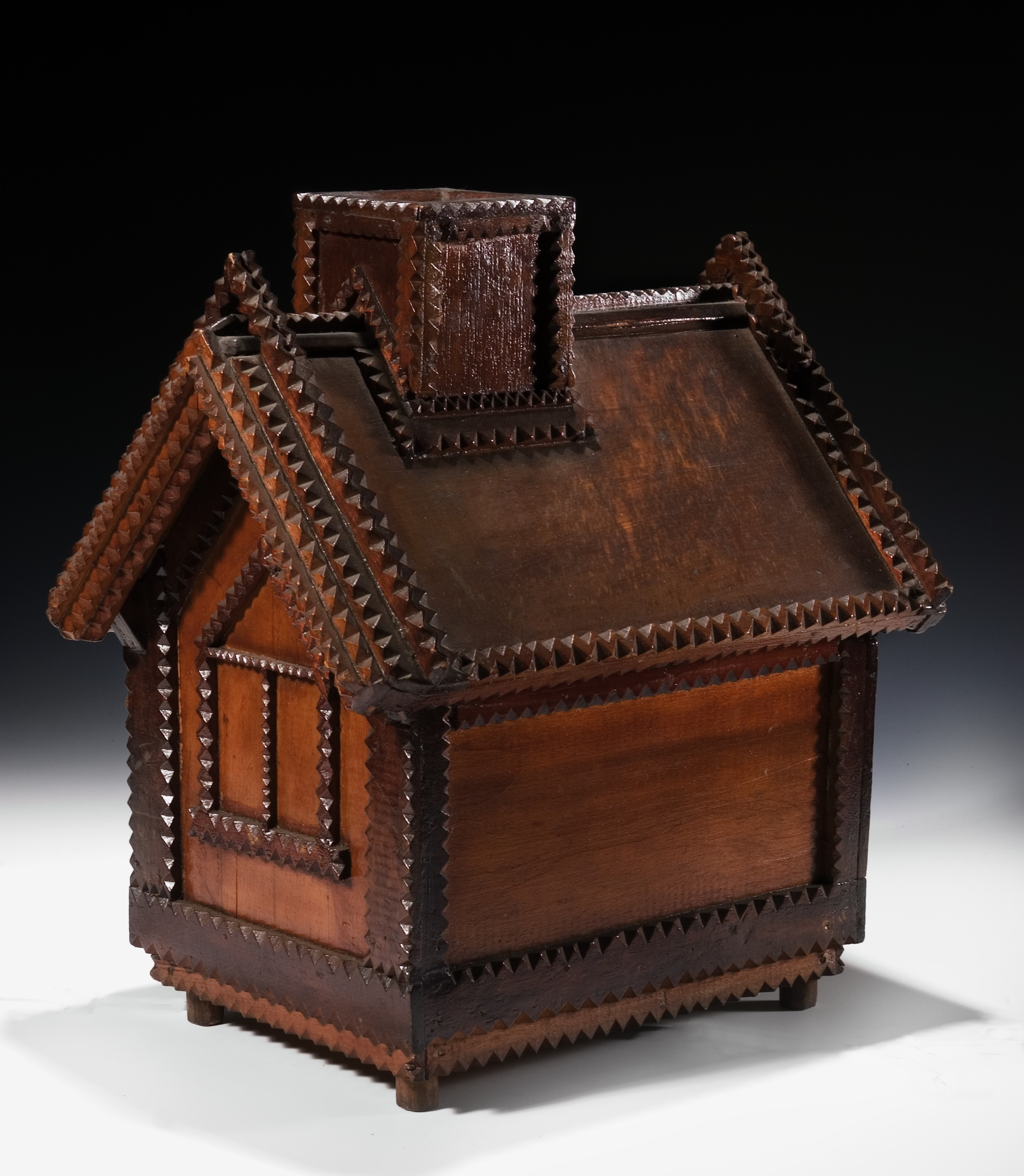
Miniatur eines Kirchengebäudes im Tramp-Art-Stil, Smithsonian American Art Museum, Washington, D.C.

Tramp Art (deutsch Landstreicherkunst) ist ein Stil der Holzverarbeitung, der in der zweiten Hälfte des 19. Jahrhunderts vorwiegend in den Vereinigten Staaten von Amerika aufkam und sich bis in die 1940er Jahre hielt.
Tramp Art zeichnet sich durch die Anwendung von Kerbschnitzerei, die Wiederverwendung von billigem, leicht verfügbarem Holz (wie zum Beispiel Zigarrenkisten oder Transportkisten), die Verwendung von einfachen Werkzeugen wie Taschenmessern sowie die Schichtung von Materialien zu geometrischen Formen mithilfe von Leim oder Nägeln aus.
Obwohl der Name der Bewegung eine Ausübung des Handwerks durch Tramps, also umherziehende Gelegenheitsarbeiter, nahelegt, waren es hauptsächlich Bauern oder Arbeiter, die mit der Anfertigung der Kunstprodukte beschäftigt waren, aber auch Kinder.

## Geschichte

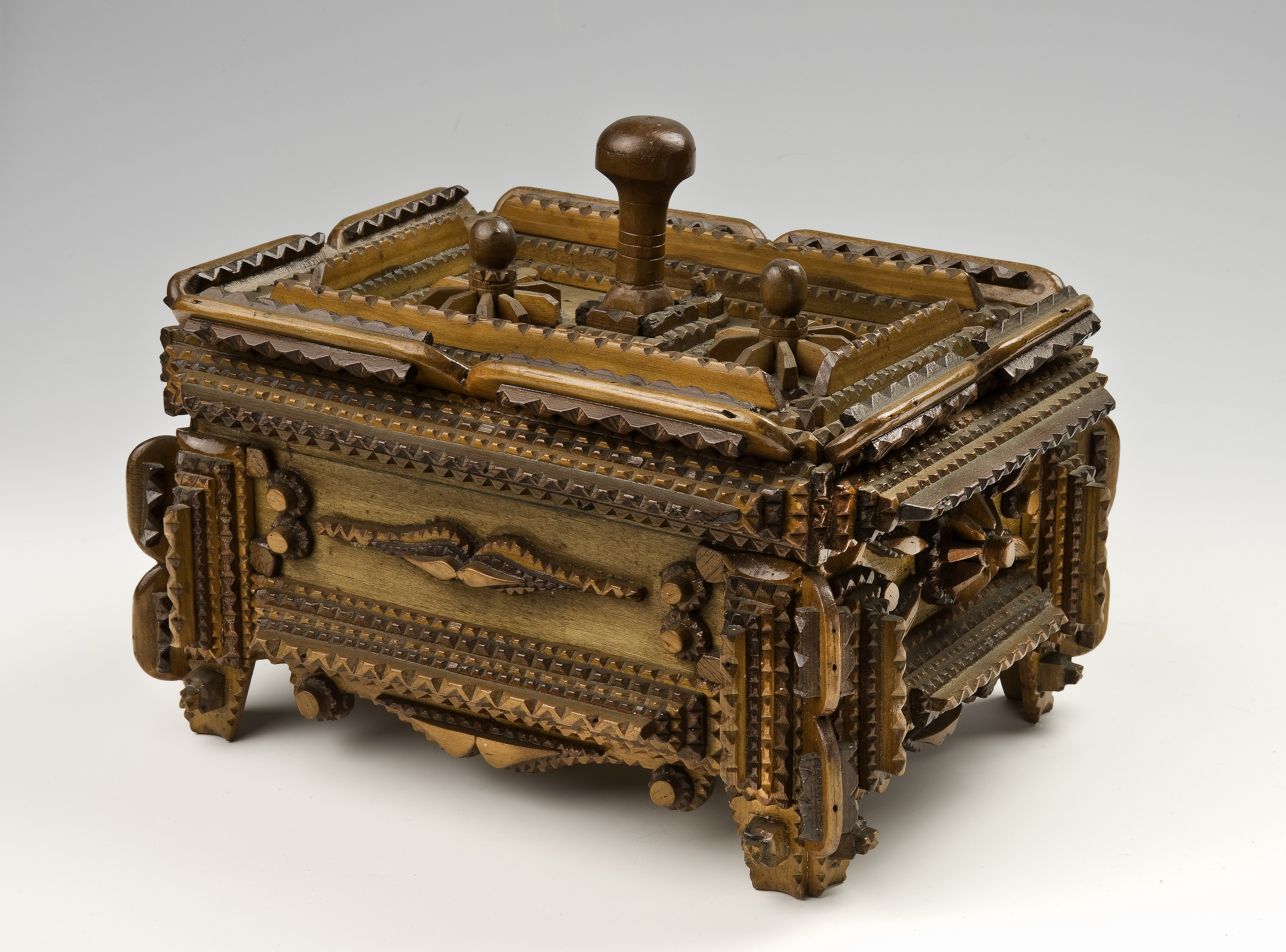
Schatulle im Tramp-Art-Stil, Smithsonian American Art Museum

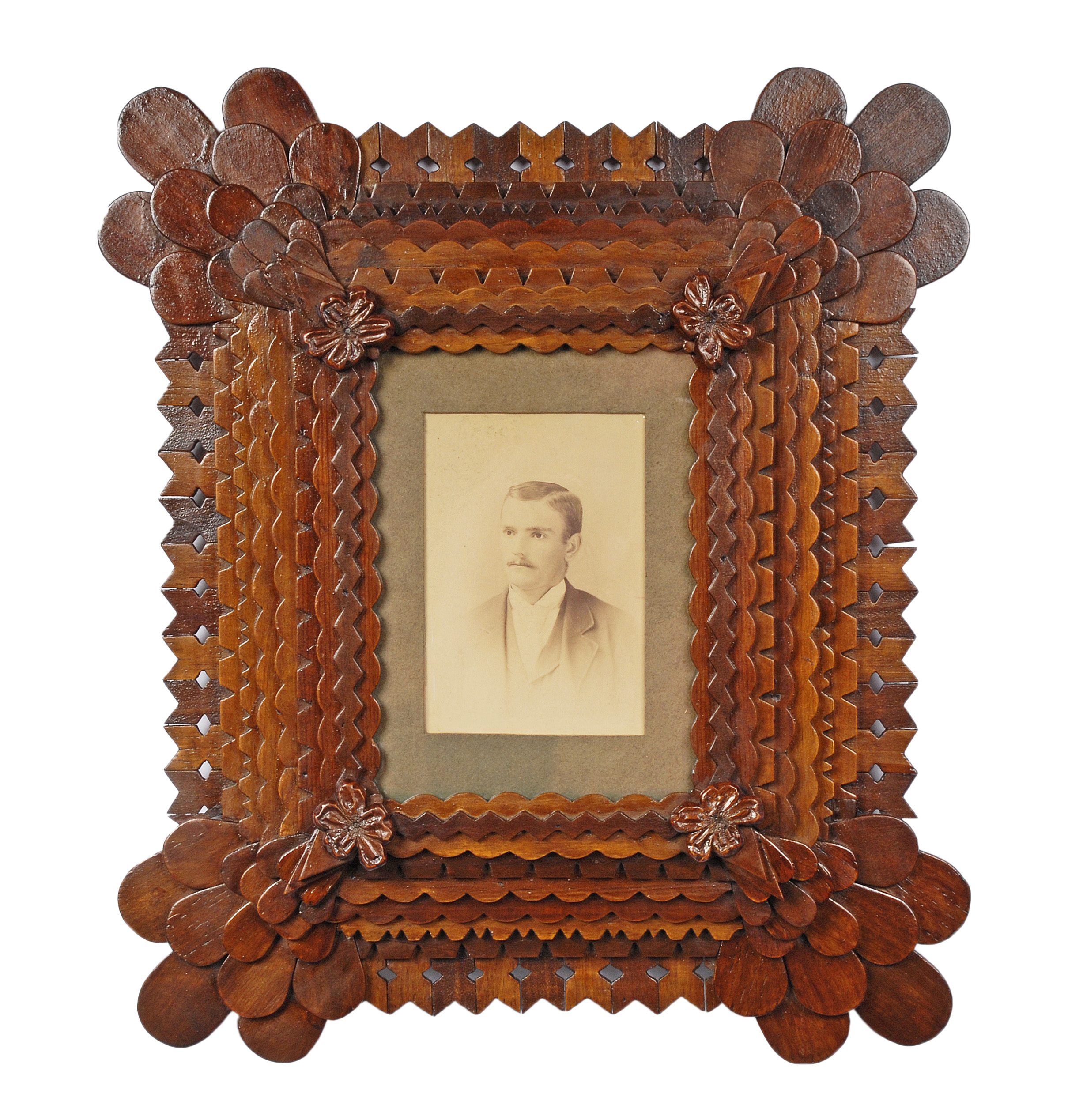
Bilderrahmen im Tramp-Art-Stil

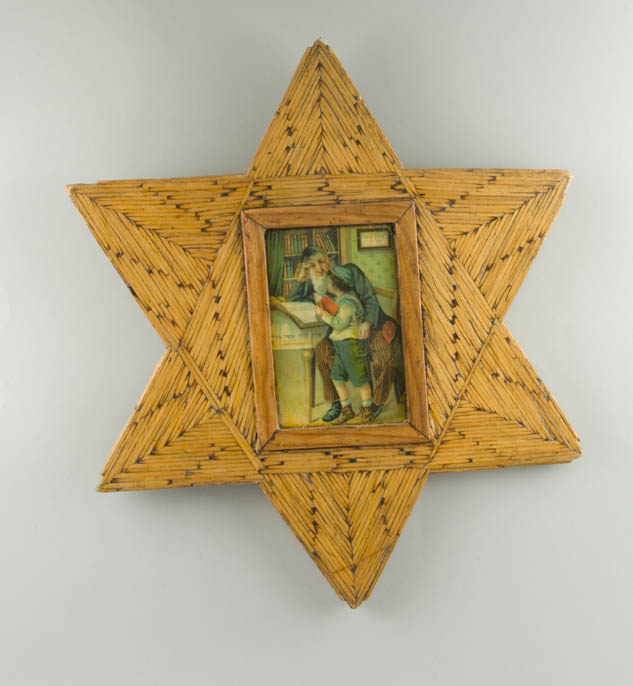
Bilderrahmen aus Streichhölzern, Yeshiva University Museum, New York

Die Tramp Art entwickelte sich aus der europäischen Tradition der dekorativen Holzschnitzerei, die europäische Einwanderer in die Vereinigten Staaten brachten. Beflügelt von der einfachen Verfügbarkeit hölzerner Zigarrenkisten entstand diese Kunstform in den 1850er Jahren und verzeichnete eine starke Beliebtheit in den 1870er Jahren. Den Höhepunkt ihrer Popularität erreichte sie während der Weltwirtschaftskrise, hielt sich bis in die 1940er Jahre und ging dann zurück, letztlich auch durch die steigende Beliebtheit von Zigaretten und den daraus resultierenden Mangel an verfügbaren Zigarrenkisten, als Zigarren aus der Mode kamen.
Tramp Art florierte am stärksten in den Vereinigten Staaten, war aber ebenso in europäischen Ländern wie Deutschland, Frankreich oder der Schweiz präsent. Schachteln und Bilderrahmen erfreuten sich großer Beliebtheit, es wurden aber auch Möbel oder skurrile Objekte gefertigt. Für die in allen erdenklichen Formen und Größen erhältlichen Objekte gab es keine Regeln oder Vorlagen; sie entstanden überall dort, wo die für ihre Herstellung verwendeten Rohstoffe zu finden waren.
Geometrische Muster aus Kreisen, Recht- und Dreiecken waren am einfachsten zu schnitzen und stellten so die häufigste Art der Verzierungen, hinzu kamen Herzen und Sterne, auch bei der Formgebung einzelner Objekte. Eine andere verbreitete Holzbearbeitungstechnik trägt den Namen Crown of Thorns (deutsch Dornenkrone), bei der ineinandergreifende Holzstäbe verwendet werden, die so eingekerbt sind, dass sie sich im rechten Winkel schneiden und auf diese Weise Verbindungen und sich selbst tragende Objekte mit „stacheliger“ Erscheinung bilden.
Tramp-Art-Objekte entstanden in großer Zahl. Während viele der Handwerker ein Stück oder eine kleine Menge von Objekten herstellten, waren Künstler wie John Martin Zubersky (aktiv von ca. 1912 bis 1920 in Illinois) mit seinen Bilderrahmen und John Zadzora (aktiv um 1910 in Northampton (Pennsylvania)) mit seinen herzförmigen Spiegeln und anderen Wandornamenten in größerem Umfang erfolgreich.

## Herkunft des Begriffes
Frances Lichten verwendete 1959 in einem Artikel in Pennsylvania Folklife den Begriff Tramp Work zur Beschreibung des Handwerks, das Kunstwerke aus Abfallmaterialien wie ausrangierten Zigarrenkisten herstellt und sie mit Taschenmessern bearbeitet und zusammensetzt.
Zeitgenössische Wissenschaftler und Kunsthändler wie Laura Addison und Clifford A. Wallach stellten fest, dass die Kunstform zwar von der amerikanischen Wanderbevölkerung praktiziert wurde, aber keineswegs nur von ihr, sondern auch von Fabrikarbeitern, Landwirten und Arbeitern in anderen Berufen.
Im Juli 2024 erwähnte der Antiquitätenexperte Detlev Kümmel in einer Expertise zu einem deutschen Nähmöbel in diesem Stil, dass es sich bei diesem frühen Upcycling von Restmaterialien um einen weltweiten Trend gehandelt habe, der in Deutschland namentlich jedoch nicht benannt worden sei, in den Vereinigten Staaten aber als Tramp Art bekannt geworden sei.

## Ausstellungen
1975 veröffentlichte Helaine Fendelman das erste Buch über Tramp Art mit dem Titel Tramp Art an Itinerant’s Folk Art, als Katalog für die erste Museumsausstellung über diese Kunstform, die vom American Folk Art Museum in Santa Fe (New Mexico) gesponsert wurde. Das Museum zeigte 2017 erneut eine Ausstellung zum Thema Tramp Art.